# Faisal Saidi
Faisal Saidi –en árabe, فيصل سعيدي– (nacido el 1 de octubre de 1990) es un deportista marroquí que compite en taekwondo. Ganó una medalla de bronce en los Juegos Panafricanos de 2019, y dos medallas de bronce en el Campeonato Africano de Taekwondo, en los años 2021 y 2022.

## Palmarés internacional
| Juegos Panafricanos | Juegos Panafricanos | Juegos Panafricanos | Juegos Panafricanos |
| Año                 | Lugar               | Medalla             | Categoría           |
| ------------------- | ------------------- | ------------------- | ------------------- |
| 2019                | Rabat (Marruecos)   | Medalla de bronce   | –68 kg              |
| Campeonato Africano |                     |                     |                     |
| Año                 | Lugar               | Medalla             | Categoría           |
| 2021                | Dakar (Senegal)     | Medalla de bronce   | –68 kg              |
| 2022                | Kigali (Ruanda)     | Medalla de bronce   | –68 kg              |